# MR.LONELY
「MR.LONELY」（ミスター・ロンリー）は、日本のシンガーソングライターである玉置浩二の楽曲。
1997年8月6日にSony Recordsから12作目のシングルとしてリリースされた。前作「田園 (玉置浩二の曲)」（1996年）よりおよそ1年ぶりとなるシングルであり、作詞および作曲は玉置が担当、プロデュースは玉置および須藤晃が担当している。
ひたむきで優しい歌詞が特徴のファン人気が高い楽曲であり、6枚目のアルバム『JUNK LAND』（1997年）からの先行シングルとしてリリースされた。本作は玉置自身が出演したフジテレビ系木曜劇場『こんな恋のはなし』（1997年）の主題歌として使用され、オリコンシングルチャートにおいて最高位15位となった。
アルバム『JUNK LAND』リリース後に玉置は4年間在籍したSony Recordsからファンハウスに移籍したため、Sony Records在籍時における最後のシングルとなった。

## 背景
1996年の玉置浩二は俳優として多数の作品に出演しており、1月20日公開の出目昌伸監督による映画『霧の子午線』に出演したほかにテーマ曲も担当、さらに5月25日公開の長崎俊一監督による映画『ロマンス』に出演し、音楽も担当した。その他にも同年1月7日から12月22日の約1年に亘り放送されたNHK大河ドラマ『秀吉』に出演し、足利義昭を演じた。この時の玉置の演技に関して、共演した竹中直人は「ときに奇声を発する無能な義昭を見事に演じて、感動した」と述べるなど、各方面から演技力に関して高い評価を得た。その後7月4日から9月19日にかけて放送されたフジテレビ系テレビドラマ『コーチ』に出演、同ドラマは最終回で視聴率が20パーセントを超えるなどヒット作品となった他、作中に登場する「サバカレー」が放送直後に発売され、売り切れ続出により一時は入手困難になるほどの人気となった。さらに同ドラマの主題歌として使用された「田園」を7月21日にシングルとしてリリース、オリコンチャートでは最高位2位を獲得し、売り上げ枚数が92.5万枚となる大ヒット曲となった。その他、9月7日放送のNHK総合土曜ドラマ『ぜいたくな家族』に出演し、フランキー堺と共演した他、玉置が音楽も担当した。
同年9月13日には5枚目のアルバム『CAFE JAPAN』（1996年）をリリース、その後玉置は「Concert Tour 1996 CAFE JAPAN」と題したライブツアーを9月13日の和光市民文化センターサンアゼリア 大ホールから翌1997年2月3日の北海道厚生年金会館まで全国42都市45公演実施した。しかし、同ツアー中の11月29日、腹部に異常を感じた玉置はそのままライブを行ったものの、ライブ終了後に激痛を訴え入院する事となった。病名は憩室炎と診断され、腸の病気のため食事が出来ず、点滴のみで10日間過ごしたために15キロも体重が減少する事態となった。12月31日放送のNHK総合音楽番組『第47回NHK紅白歌合戦』に出演が予定されていたが、病み上がりであったためにリハーサルも代役を立てており、当日も放送開始12分前に会場入りするなど体調面は万全ではなかったが、2部の5組目としてバックバンドをTOKIOが担当した上で「田園」を歌唱、視聴率59.9%の結果となり歌手別最高視聴率を獲得した。

## 音楽性と歌詞
ベスト・アルバム『ALL TIME BEST』（2017年）の楽曲解説では、イントロのファルセットや歌詞冒頭の「こんな僕でもやれることがある」という言葉が印象的であると表記しており、歌詞が「ひたむきで優しい」と表現した上で「聴き手の肩を抱き、背中を押してくれ、ファンの間では支持が高い曲」と表記している。曲名の「MR.」について玉置は、2008年1月18日放送
のフジテレビ系音楽番組『僕らの音楽 Our Music』（2004年 - 2014年）における桜井和寿 (Mr.Children) との対談において、当初は「LONLEY」というタイトルであったが腑に落ちず、「Mr.Children」の「Mr.」から拝借して本作のタイトルになったと述べている。

## リリース、メディアでの使用、チャート成績
本作は1997年8月6日にSony Recordsより8センチCDとしてリリースされ、真田広之主演であり玉置自身も出演したフジテレビ系木曜劇場『こんな恋のはなし』（1997年）の主題歌として使用された。
本作はオリコンシングルチャートにて最高位15位の登場週数11回となり、売り上げ枚数は25.9万枚となった。本作の売り上げ枚数は玉置のシングル売上ランキングにおいて2位となった。また、本作は玉置のソロ・デビュー35周年記念ベスト・アルバム『THE BEST ALBUM 35th ANNIVERSARY 〜メロディー〜』（2022年）収録曲を決定するファン投票において第5位となった。その他、2022年に実施されたねとらぼ調査隊による玉置のシングル曲人気ランキングでは4位となった。

## ライブ・パフォーマンス
玉置のライブでは必ず歌唱される定番ナンバーであり、ライブでの演奏率は3位となっている。コンサートツアー「CONCERT TOUR 1997 "JUNK LAND"」の東京国際フォーラム公演では一部をマイク無しのア・カペラで披露した。2022年7月24日放送のテレビ朝日系音楽番組『関ジャム 完全燃SHOW』（2015年 - ）において、いきものがかりの水野良樹は中学3年生の時に同公演を観賞していたと述べ、またシンガーソングライターの川崎鷹也は本作を「プロが選ぶ玉置浩二の名曲」として選曲した。

## カバー
- イーソン・チャン（陳奕迅） - 広東語バージョン、「愈想愈無謂」のタイトルでアルバム『我的快樂時代 (Eason Chan's Happy Days)』（1998年）に収録。
- Bank Band - カバー・アルバム『沿志奏逢2』（2008年）に収録[24]。同バンドは前述の音楽番組『僕らの音楽 Our Music』においても披露している。
- 露雲娜（中国語版） - 広東語バージョン、「愈想愈無謂」のタイトルでアルバム『酒紅色的心』（2017年）に収録。

## シングル収録曲
| 全作詞・作曲・編曲: 玉置浩二。 |                                 |          |            |      |
| #                              | タイトル                        | 作詞     | 作曲・編曲 | 時間 |
| 1.                             | 「MR.LONELY」                   | 玉置浩二 | 玉置浩二   | 5:19 |
| 2.                             | 「FIGHT OH!」                   | 玉置浩二 | 玉置浩二   | 2:23 |
| 3.                             | 「MR.LONELY」(Original Karaoke) | 玉置浩二 | 玉置浩二   | 5:19 |
| 合計時間:                      | 合計時間:                       | 13:01    |            |      |

## 参加ミュージシャン
- 玉置浩二 - パーカッション、ドラムス、アコースティック・ギター、エレクトリック・ギター、コーラス、ボーカル
- 安藤さと子 - キーボード
- 須藤晃 - ベース

## リリース履歴
| No. | 日付           | レーベル                       | 規格                   | 規格品番  | 最高順位 | 備考 |
| --- | -------------- | ------------------------------ | ---------------------- | --------- | -------- | ---- |
| 1   | 1997年8月6日   | Sony Records                   | 8センチCD              | SRDL-4403 | 15位     |      |
| 2   | 2013年11月27日 | ソニー・ミュージックダイレクト | デジタル・ダウンロード | -         | -        |      |

## 収録アルバム
「MR.LONELY」
- 『JUNK LAND』（1997年）
- 『田園 KOJI TAMAKI BEST』（1998年）
- 『GOLDEN☆BEST 玉置浩二 1993-2007』（2011年）
- 『ALL TIME BEST』（2017年）
- 『THE BEST ALBUM 35th ANNIVERSARY 〜メロディー〜』（2022年）

「FIGHT OH!」
- 『田園 KOJI TAMAKI BEST』（1998年）